# Talaat Najm
Talaat Najm, né le 18 septembre 1968, est un arbitre libanais de football. Il est arbitre international depuis 1994.

## Carrière
Il a officié dans des compétitions majeures : 
- Coupe d'Asie des nations de football 2004 (3 matchs)
- Coupe d'Asie des nations de football 2007 (1 match)